# Amantis basilana
Amantis basilana es una especie de insecto de la familia Mantidae.

## Distribución geográfica
Es  endémica de Filipinas.